# Aschaffenburg
Aschaffenburg (nazwa lokalna: Aschebersch) – miasto będące siedzibą jednego z powiatów bawarskiego okręgu Dolna Frankonia. Obszar ten wchodzi także w skład regionu metropolitalnego Frankfurt/Ren-Men.
Z blisko 70 tys. mieszkańcami Aschaffenburg jest największym miastem bawarskiego odcinka Dolnego Menu, a drugim po Würzburgu najludniejszym ośrodkiem miejskim regionu Dolna Frankonia. Znajdują się tutaj siedziby urzędu powiatowego oraz uczelnia Hochschule Aschaffenburg.

## Geografia

### Położenie geograficzne

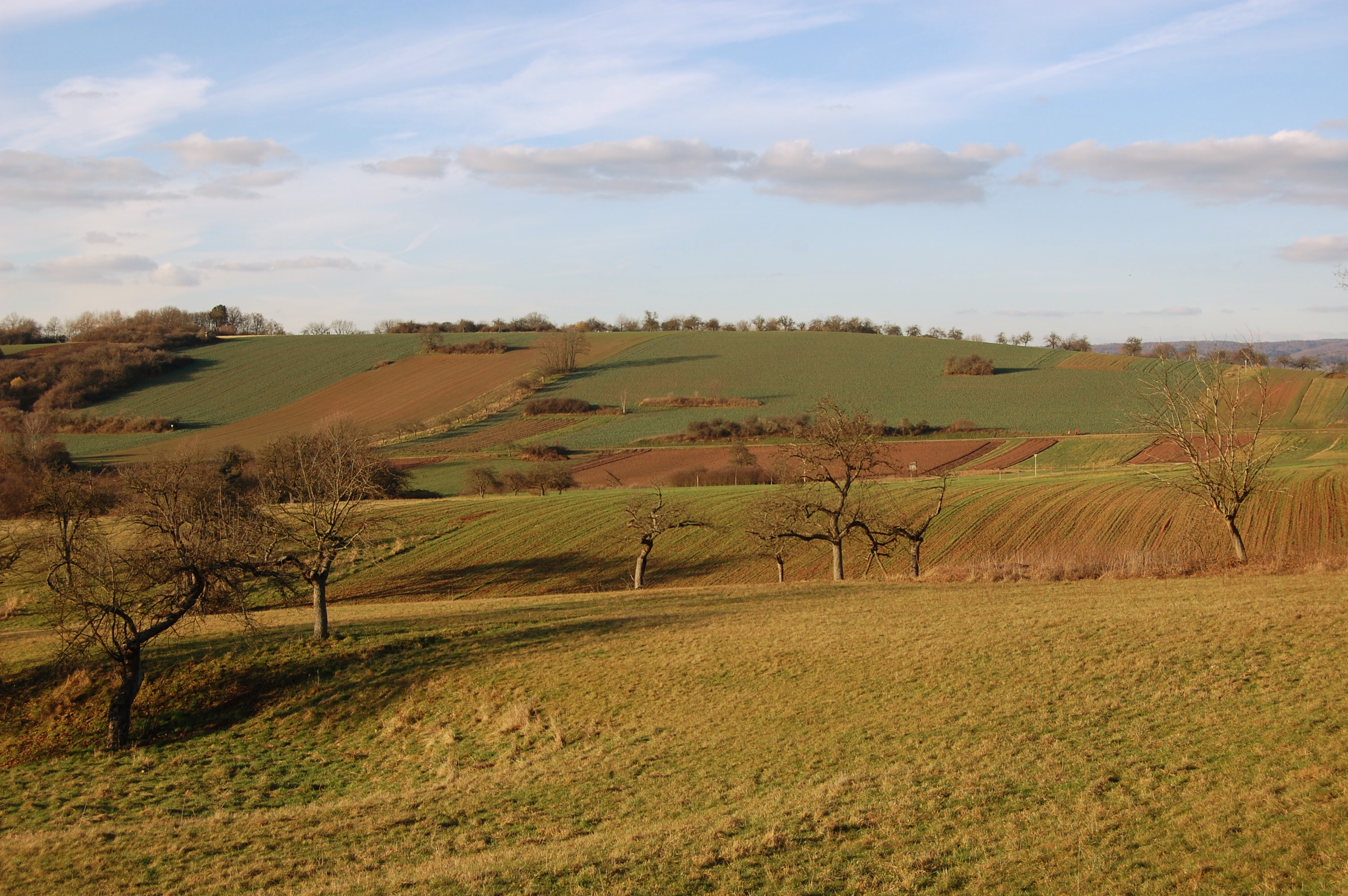
Wzgórza Spessartu

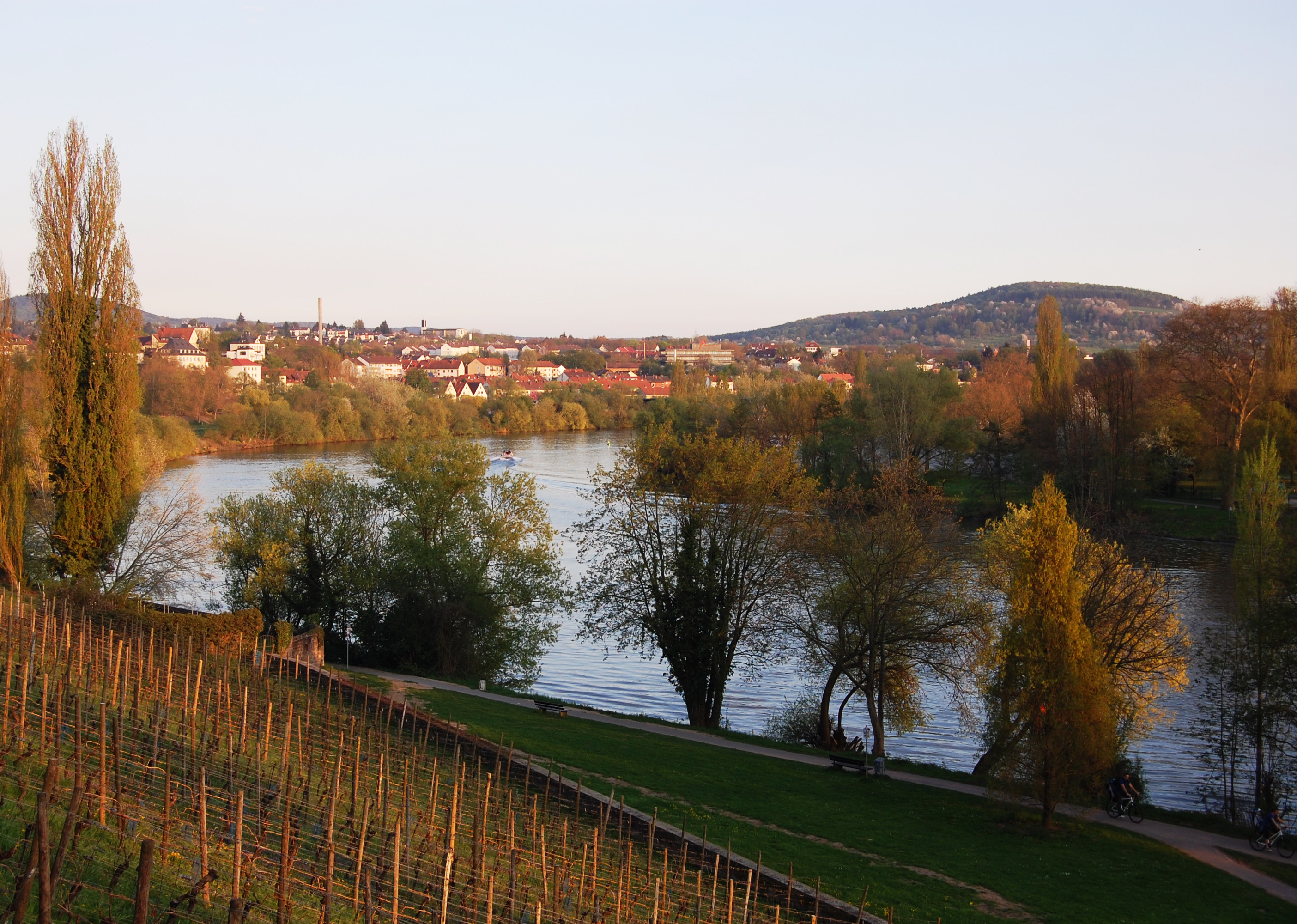
Rzeka Men

Aschaffenburg leży na zachodnim krańcu Spessartu i północno-zachodnim skraju, tzw. Mainviereck. Przez miasto przepływają rzeki Men i Aschaff. Aschaffenburski powiat grodzki od zachodu, północy i od wschodu otoczony jest ziemiami wchodzącymi w skład powiatu ziemskiego Aschaffenburg. Na południu miasto graniczy z powiatem Miltenberg. Z Aschaffenburgiem graniczą następujące gminy (wymienione zgodnie z ruchem wskazówek zegara, od północy zaczynając): Johannesberg, Glattbach, Goldbach, Hösbach, Haibach, Bessenbach, Sulzbach am Main, Niedernberg, Großostheim, Stockstadt am Main, Mainaschaff i Kleinostheim.

### Geologia
Tylko w nielicznych miejscach w Europie występuje awenturyn. Minerał ten jest wydobywany między innymi w okolicach Aschaffenburga i w Austrii (w pobliżu Mariazell w Styrii). Większe ilości tego bogactwa naturalnego występują jedynie w rejonie Uralu.

### Części miasta i jego otoczenie
Podział Aschaffenburga na części miasta (Stadtteile) określono w dokumencie z 2010 roku. Na podstawie tzw. „Kleinräumige Gliederung 2010” zostały jasno określone ich nazwy, powierzchnie i zaludnienie. W roku wydania dokumentu Aschaffenburg zamieszkiwany był przez 68 722 mieszkańców. Miasto składało się z 10 części miasta:
- Śródmieście: 32 621 mieszkańców, 841 ha
- Damm: 13 253 mieszkańców, 731 ha
- Schweinheim: 10 918 mieszkańców, 1598 ha
- Nilkheim: 5913 mieszkańców, 802 ha
- Obernau: 4754 mieszkańców, 810 ha
- Leider: 3206 mieszkańców, 317 ha
- Strietwald: 2975 mieszkańców, 755 ha
- Österreicher Kolonie: 1681 mieszkańców, 32 ha
- Gailbach: 1765 mieszkańców, 316 ha
- Obernauer Kolonie: 1141 mieszkańców, 45 ha

## Nazwa

### Etymologia
Często przyjmuje się błędnie, że nazwa miasta – „Aschaffenburg” pochodzi od imienia Askaniusz. Pierwotne określenie „Ascafaburc” bierze jednak swoje źródła w połączeniu słów „ascafa”, które oznacza rzekę Aschaff, ze staroniemieckiego określeniem „burch” (współczesne niemieckie: „Burg”), a zatem „gród”.
Nazwy miasta:
- 976 Ascafaburc
- 982 Ascafaburg
- 1131 Aschapheneburch
- 1143 Aschafenburc
- 1173 Aschaffenbug
- po łacinie: Asciburgum

## Historia

### Średniowiecze

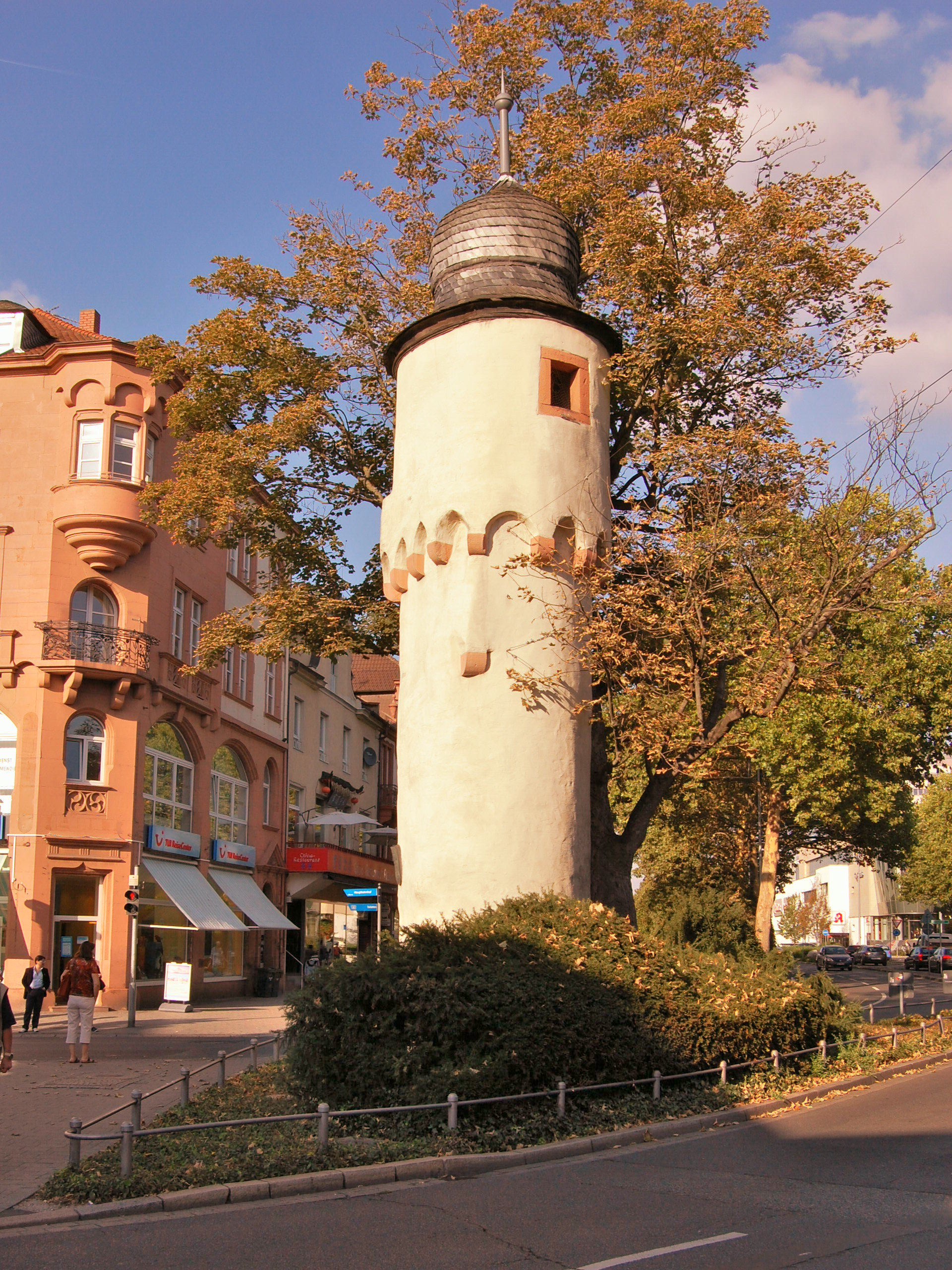
Pozostałości murów miejskich

Aschaffenburg został założony w V wieku przez Alemanów, jednak pierwsze ślady osadnictwa ludzkiego na terenie miasta sięgają czasów epoki kamienia.
W 957 roku książę Rudolf Szwabski wzniósł tutaj świątynię – „poprzedniczkę” dzisiejszej kolegiaty Świętych Piotra i Aleksandra. W 982 roku miasto przeszło z rąk Ottona Bawarskiego w posiadanie Ottona II, a następnie na własność kapituły w Moguncji, która ulokowała w nim swój zarząd.
Od X wieku do 1803 roku Aschaffenburg należał do Elektoratu Moguncji i stanowił drugą siedzibę tamtejszych arcybiskupów, a całe jego terytorium było administrowane przez kapitułę moguncką. W okresie średniowiecza i renesansu ziemie te uległy silnej fragmentaryzacji, jednakże większa część tzw. bawarskiego Dolnego Menu (z Aschaffenburgiem w jego centrum) pozostała niepodzielna. Z tego też powodu miasto było znaczącym ośrodkiem administracyjnym, tym bardziej iż rezydowali w nim często arcybiskupi-elektorzy Rzeszy Niemieckiej Moguncji.
W 975 roku rozpoczęła się budowa kolegiaty Świętych Piotra i Aleksandra. W roku 989 arcybiskup moguncki – Willigis zlecił zbudowanie w mieście drewnianego mostu łączącego oba brzegi Menu. Około roku 1122 arcybiskup Adalbert von Saarbrücken otoczył osadę murami. W 1144 roku miasto zyskało przywilej targowy, a w 1161 – prawa miejskie. W 1346 wzniesiono mury miejskie wokół podgrodzia oraz kościoła św. Agaty. W tym samym roku arcybiskup Henryk z Virneburga nadal ponownie Aschaffenburgowi prawa miejskie.

### Czasy nowożytne
Moguncki arcybiskup i elektor Rzeszy Niemieckiej Albrecht Hohenzollern rezydował początkowo w Halle an der Saale, gdzie zgromadził wielkie zbiory sztuki, w tym wiele dzieł Lucasa Cranacha starszego. W wyniku wydarzeń związanych z reformacją w 1541 roku ratował się on ucieczką z Halle do Aschaffenburga, który następnie obrał sobie za swoją nową rezydencję. Albrecht von Brandenburg przywiózł ze sobą wiele ze zgromadzonych przez siebie dzieł sztuki. W ten sposób znalazły się w Aschaffenburgu liczne obrazy Cranacha. W zbiorach tych były również obiekty sakralne, takie jak: księga-kalendarz zawierająca przegródki z relikwiami świętych na każdy dzień roku. Jest on do dziś wystawiany w Muzeum Kościelnym Miasta Aschaffenburg. Od momentu przybycia elektor von Brandenburg nad Men prowadzona była pomiędzy nim a Marcinem Lutrem słynna wymiana listów dotyczących kwestii odpuszczenia grzechów i zbawienia duszy.

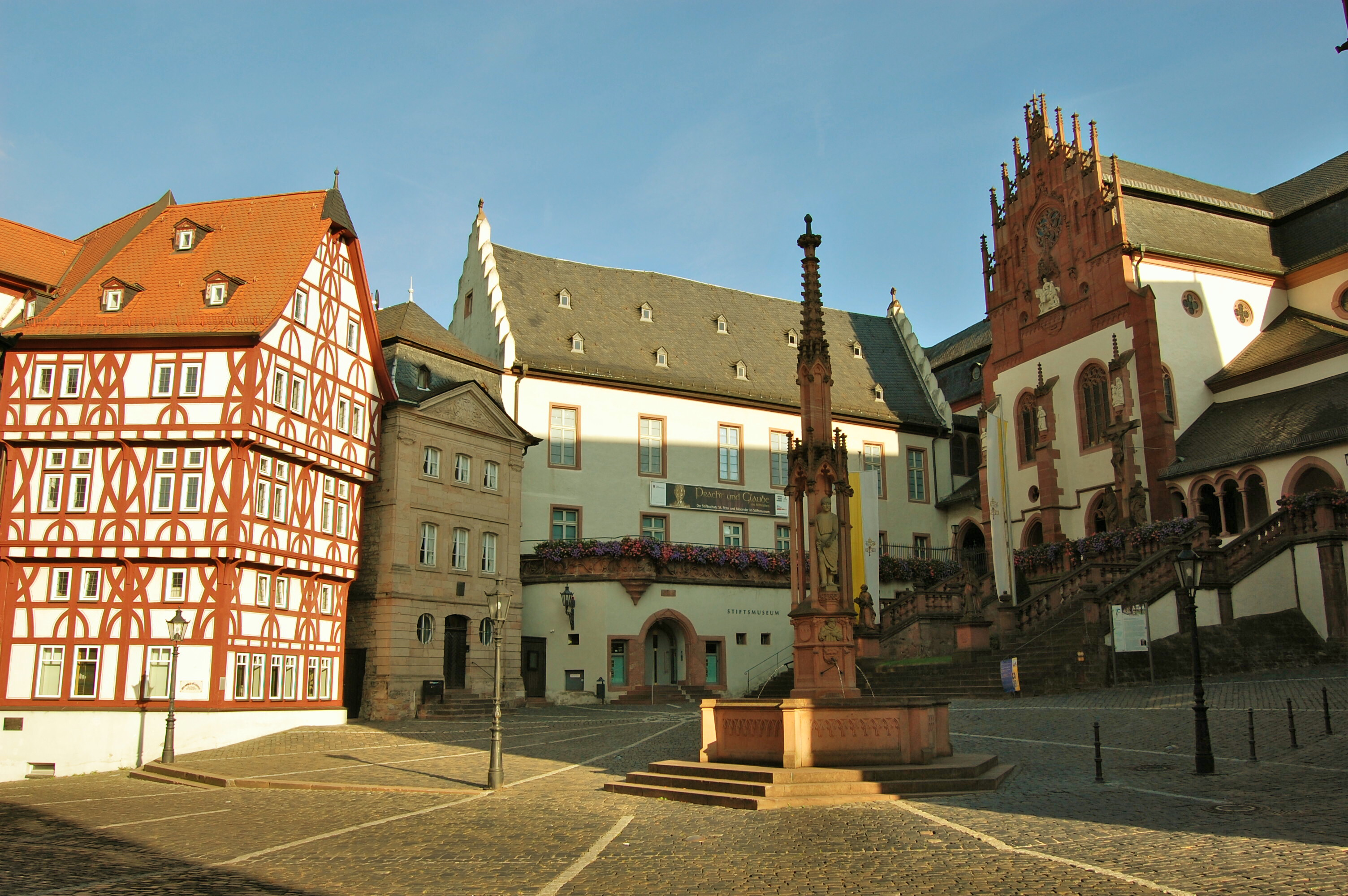
Bazylika Mniejsza oraz Muzeum Kościelne

W 1516 roku kolegiata Świętych Piotra i Aleksandra zleciła Matthiasowi Grünewaldowi wykonanie malowideł ołtarza. W wyniku tzw. wojen margrabiów aschaffenburski zamek uległ zniszczeniu w 1552 roku. Dopiero Johann von Kronenberg w 1605 roku zlecił jego odbudowę, która została pomyślnie zakończona w 1619 roku. Na pamiątkę jego fundatora zaczęto go nazywać Johannisburgiem. W latach 1631–1634 Aschaffenburg stanowił część państwa szwedzkiego z centrum administracyjnym w Moguncji.

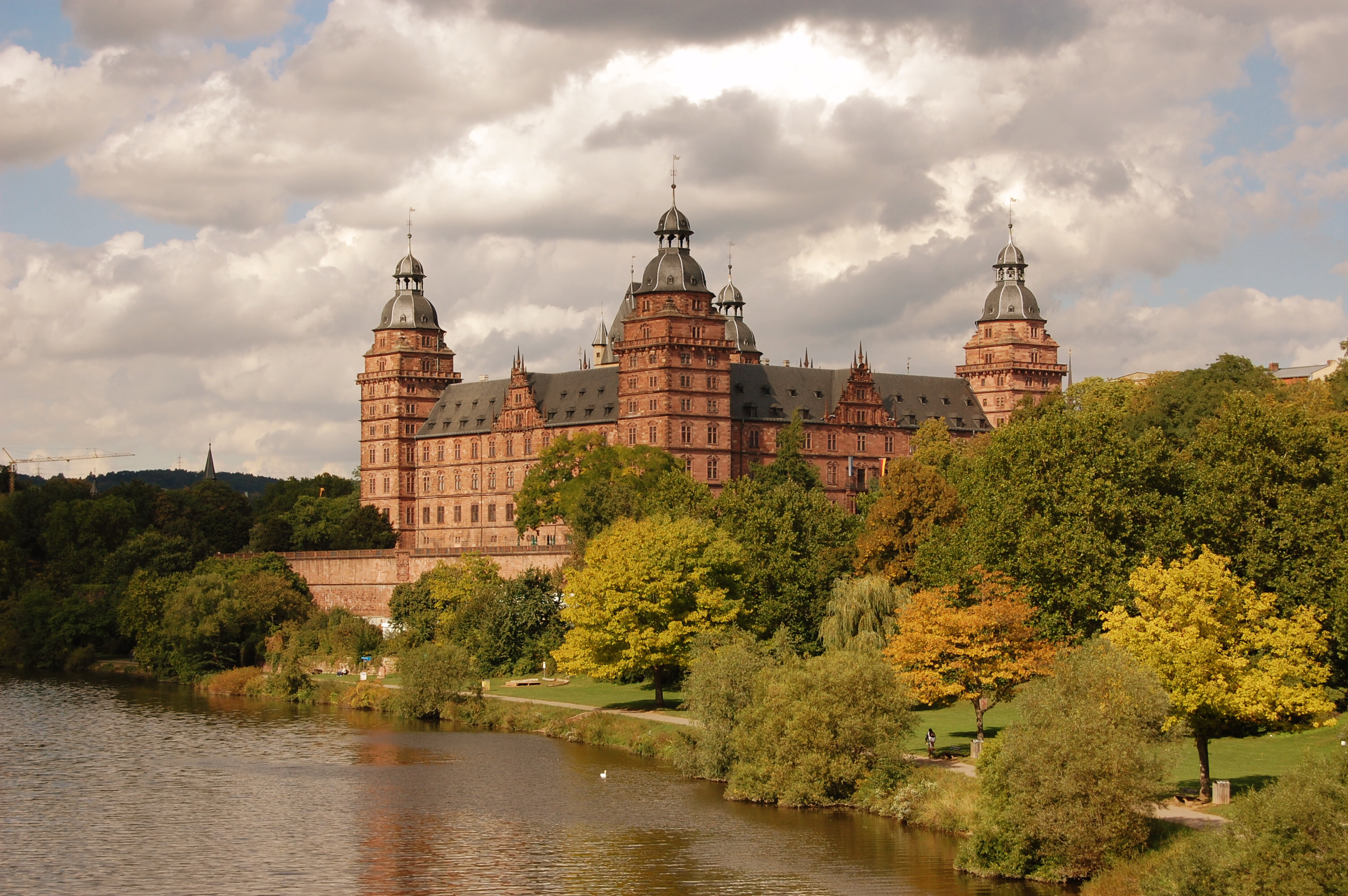
Schloss Johannisburg

Po opanowaniu Moguncji przez Francuzów w 1798 roku, Aschaffenburg stał się główną siedzibą mogunckich arcybiskupów-elektorów. W 1803 roku Karl Theodor von Dalberg (ostatni moguncki arcybiskup i elektor Rzeszy Niemieckiej, jak i zarazem jej skarbnik) utworzył Księstwo Aschaffenburga. Przez siedem lat miasto pełniło funkcję stolicy państwa. W okresie 1810–1813 Aschaffenburg był siedzibą najwyższych władz Wielkiego Księstwa Frankfurtu, w które to przeistoczyło się wcześniejsze Księstwo Aschaffenburga. Pod koniec tzw. Befreiungskriege, po kongresie wiedeńskim w 1814 roku, obszar ten razem z terytorium Wielkiego Księstwa Würzburga przeszedł pod zwierzchnictwo Bawarii. Od tego czasu ziemie te pozostają w jej granicach. W latach 1835–1865 burmistrzem miasta był Adalbert von Herrlein. W czasie sprawowania przez niego urzędu doszło do znacznego powiększenia się liczby mieszkańców miasta. W latach 1840–1848 król bawarski Ludwik I zlecił wybudowanie w mieście Pompejanum. W czasie wojny prusko-austriackiej w okolicach Aschaffenburga miało miejsce jedno ze starć wrogich sobie armii (14.06.1866).

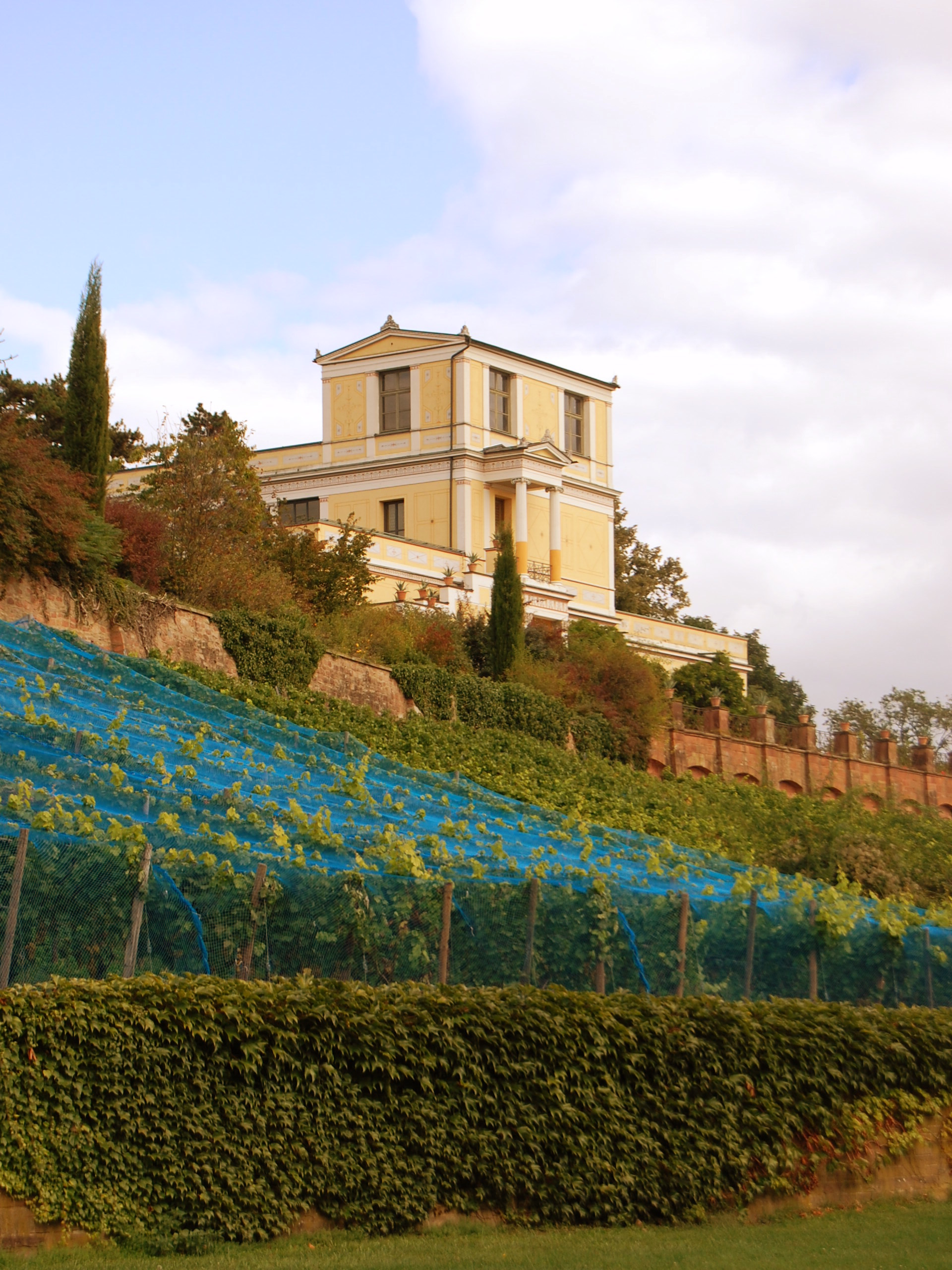
Pompejanum

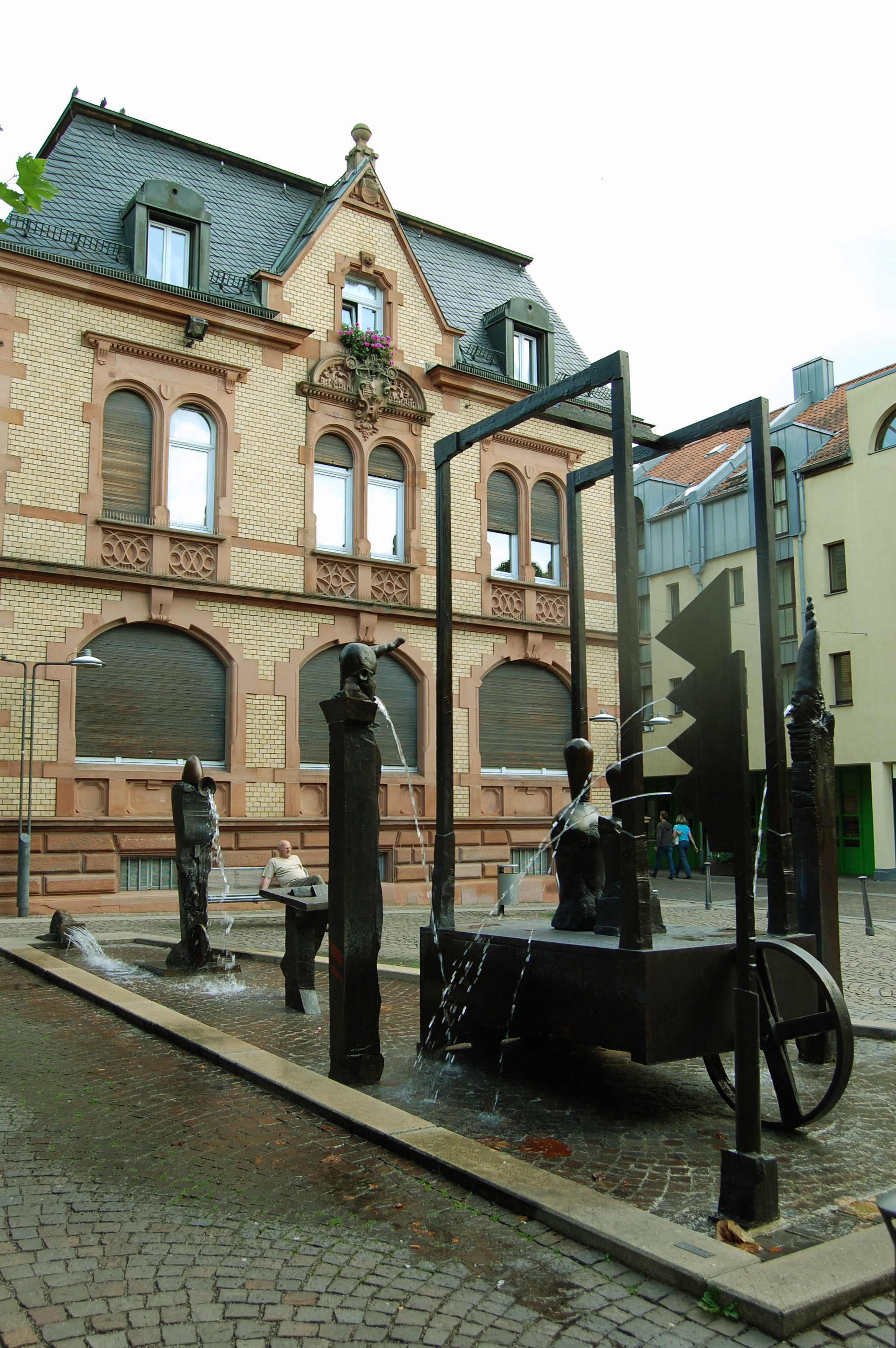
Muzeum Historii i Kultury Żydowskiej

Już na przełomie XIII/XIV wieku rodziny żydowskie zamieszkiwały miasto. Zmarłych przedstawicieli gminy starozakonnej chowano na tzw. starym cmentarzu żydowskim nieopodal Aschaffenburga (dzisiejsza dzielnica Schweinheim). W roku 1890 w granicach miasta (na starym cmentarzu miejskim) powstał nowy cmentarz żydowski, na którym znajduje się dziś między innymi tablica upamiętniająca siedmiu członków gminy, którzy zginęli podczas ucieczki z transportu do niemieckiego obozu w 1942 roku. Świadectwami dawnego życia wyznawców judaizmu w mieście są budynki dawnej szkoły religijnej i dom rabina przy Wolfsthalplatz. Znajdowała się tu dawniej również synagoga (data powstania – rok 1893). Dom modlitw został zniszczony przez oddziały SA w trakcie wydarzeń z listopada 1938 roku. W pomieszczeniach zachowanego domu rabina władze miejskie Aschaffenburga w 1984 roku utworzyły Muzeum Historii i Kultury Żydowskiej. W ramach stałej wystawy prezentowane są materiały związane z wypędzeniem i zagładą Żydów. Na placu, nazwanym na cześć starozakonnego bankiera Wolfsthala, znajduje się tablica upamiętniająca przepędzenie i mord około 300 żydowskich mieszkańców Aschaffenburga.

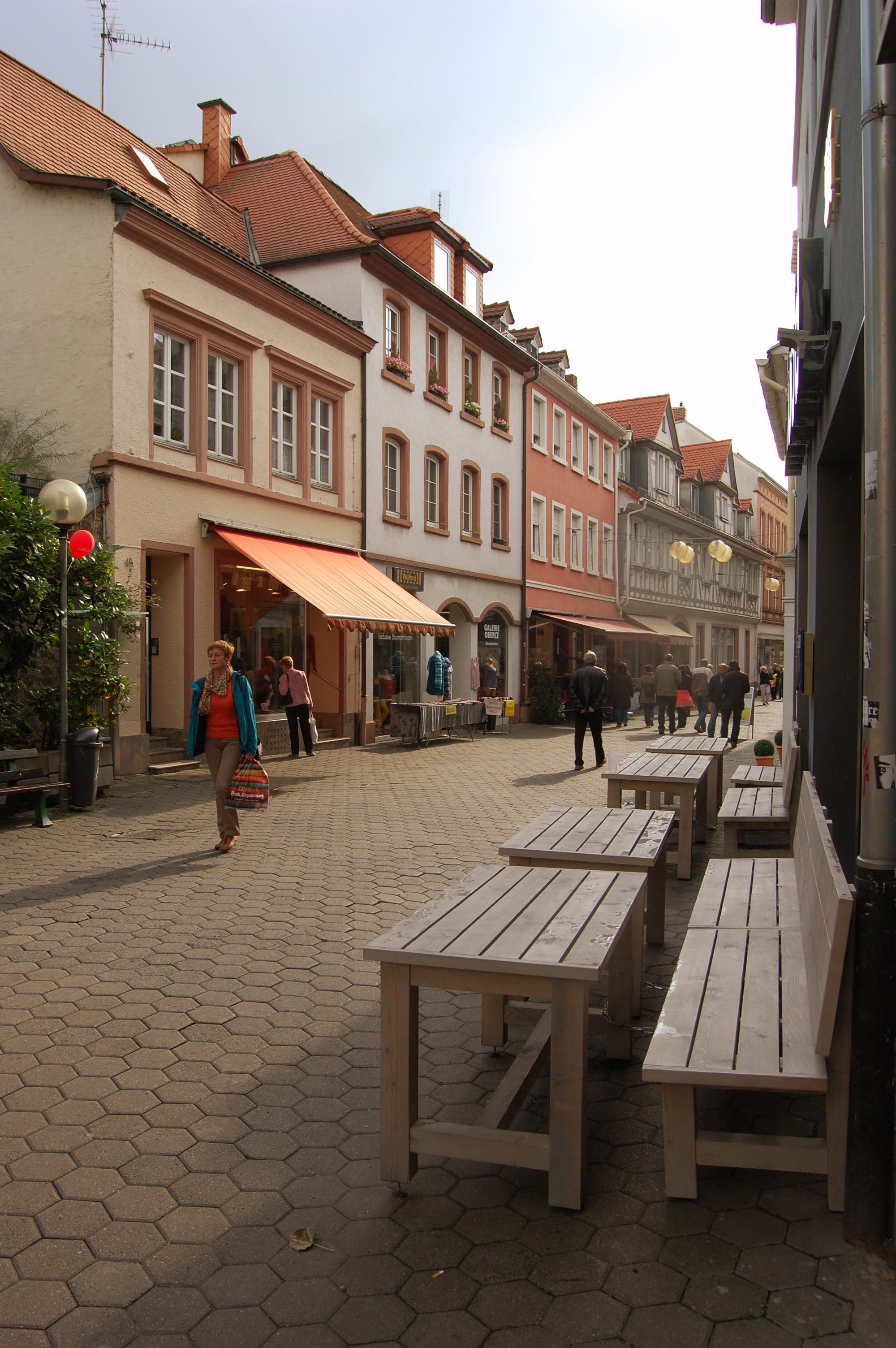
Uliczki na Starym Mieście

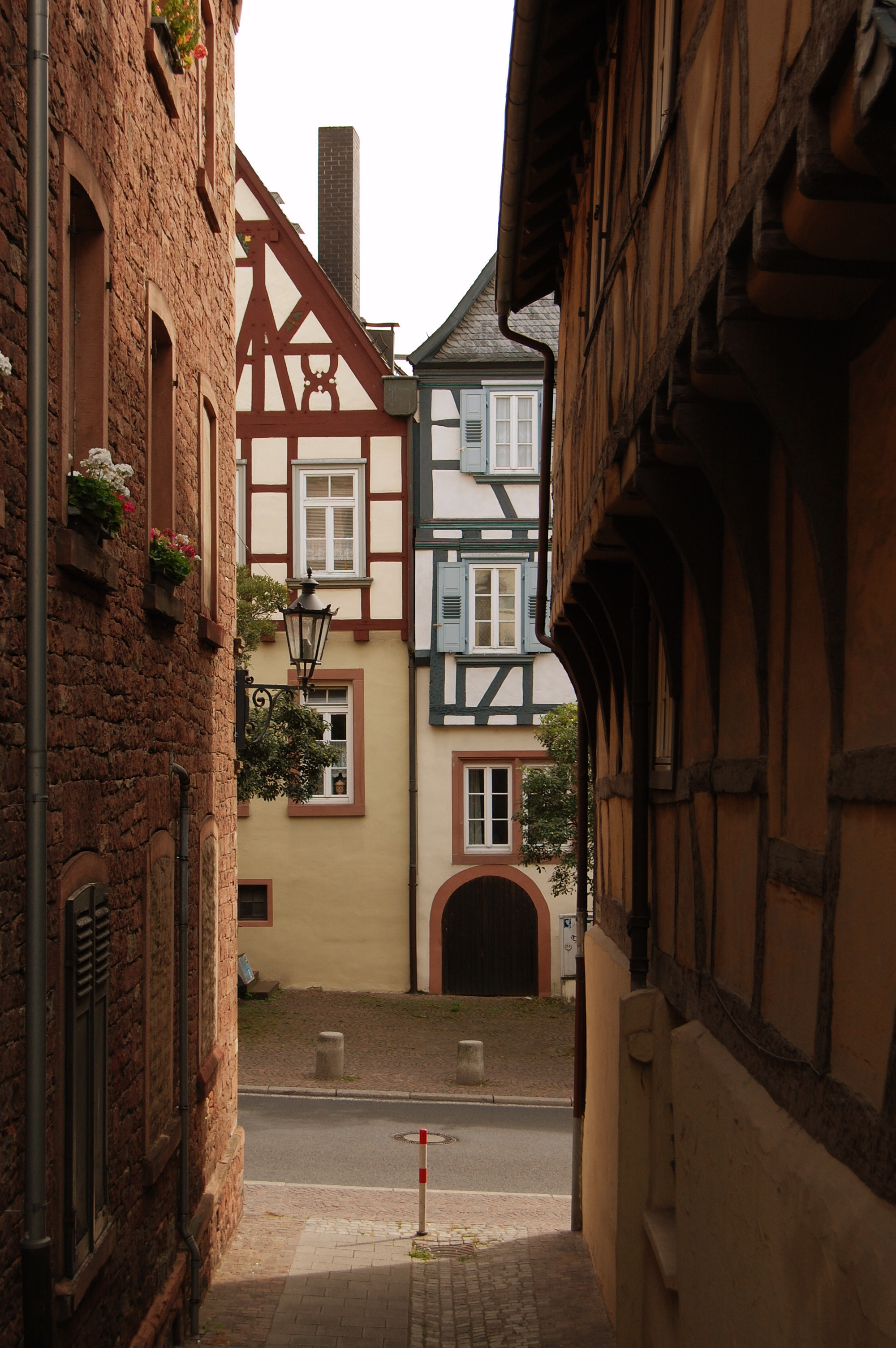
Uliczki na Starym Mieście

Podczas drugiej wojny światowej, a dokładnie w 1945 roku, miasto zostało uznane przez nazistów za twierdzę, która powinna zostać utrzymana za wszelką cenę. Skutkiem czego Aschaffenburg oraz miejscowości położone w jego pobliżu zostały w znacznej mierze zniszczone w następstwie nalotów bombowych oraz ostrzału artyleryjskiego wojsk amerykańskich. Wielu mieszkańców straciło wtedy życie. Pierwszą zdobytą przez aliantów częścią miasta były okolice mostu kolejowego w Schweinheim, a dopiero po kilku dniach walk oddziały wojskowe dotarły do śródmieścia. Podczas zdobywania Aschaffenburga zniszczeniu lub uszkodzeniu uległy liczne budynki, między innymi zamek Johannisburg i Pompejanum. W 1954 roku zamek został odbudowany. Prace nad Pompejanum trwały w latach 1984–1994. Obecnie wspomniane dwa budynki stanowią punkty rozpoznawcze Aschaffenburga.

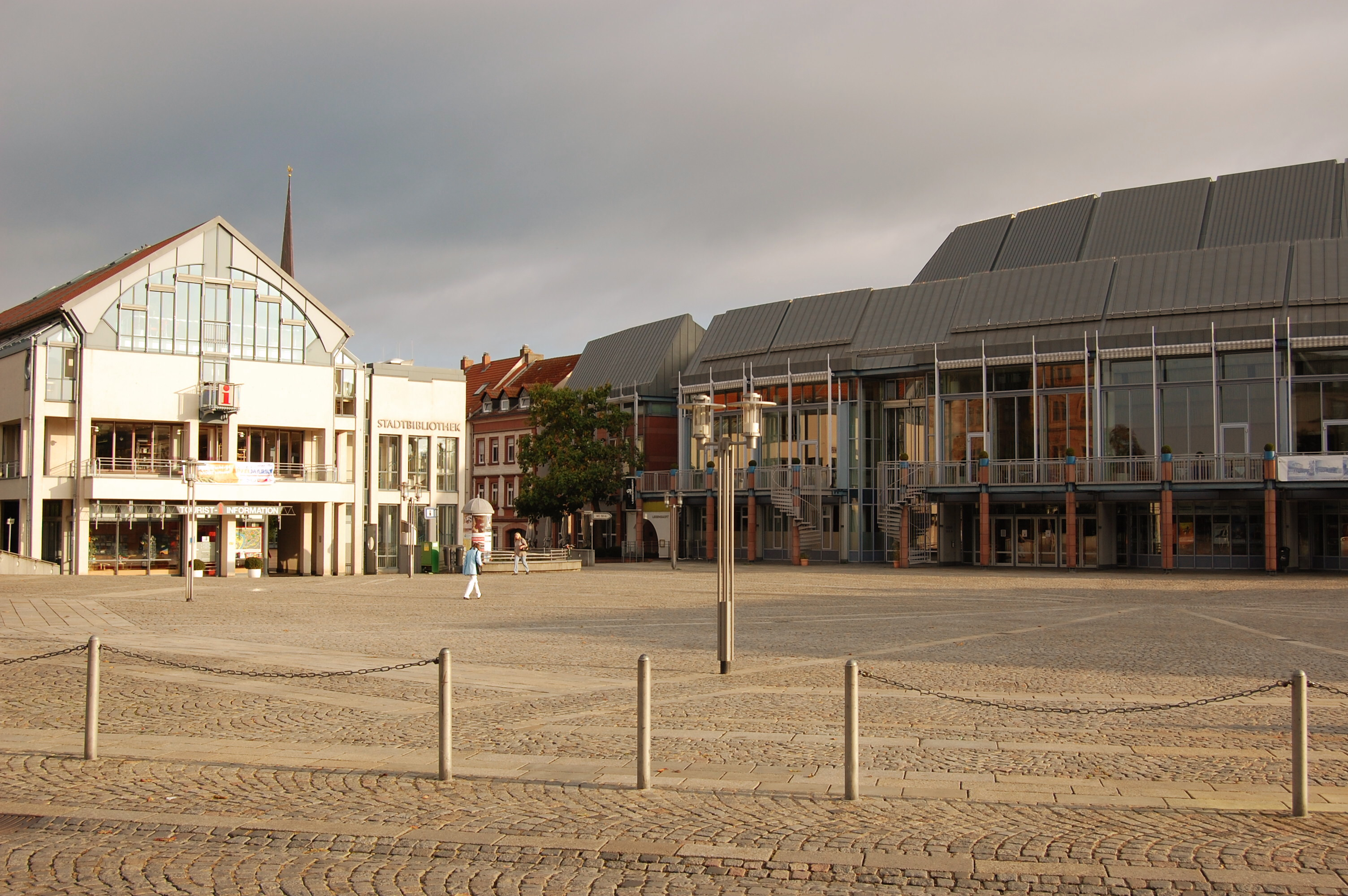
Nowa zabudowa Placu Zamkowego

Po zakończeniu wojny Aschaffenburg znajdował się w amerykańskiej strefie okupacyjnej. Powstał tutaj obóz Displaced Persons (DP). Umieszczono w nim większość z dawnych niemieckich więźniów i pracowników przymusowych z pobliskich terenów. Wielu z nich pochodziło z Polski oraz Ukrainy. Z inicjatywy nowych władz administracyjnych czasem rozpoczęto odbudowę miasta. W lecie 1958 roku został oddany do użytku węzeł komunikacyjny (autostrada A3) Aschaffenburg-Centrum. W tym samym roku kolegiata Świętych Piotra i Aleksandra otrzymała papieski tytuł bazyliki mniejszej. W roku 1978 Guido Knopp zapoczątkował cykl spotkań dotyczących historii i jej znaczenia. Odbywały się one do 2008 roku pod nazwą Aschaffenburger Gespräche (Rozmowy aschaffenburskie) oraz stanowiły istotny element niemieckiego dyskursu na temat przeszłości kraju i narodu niemieckiego.

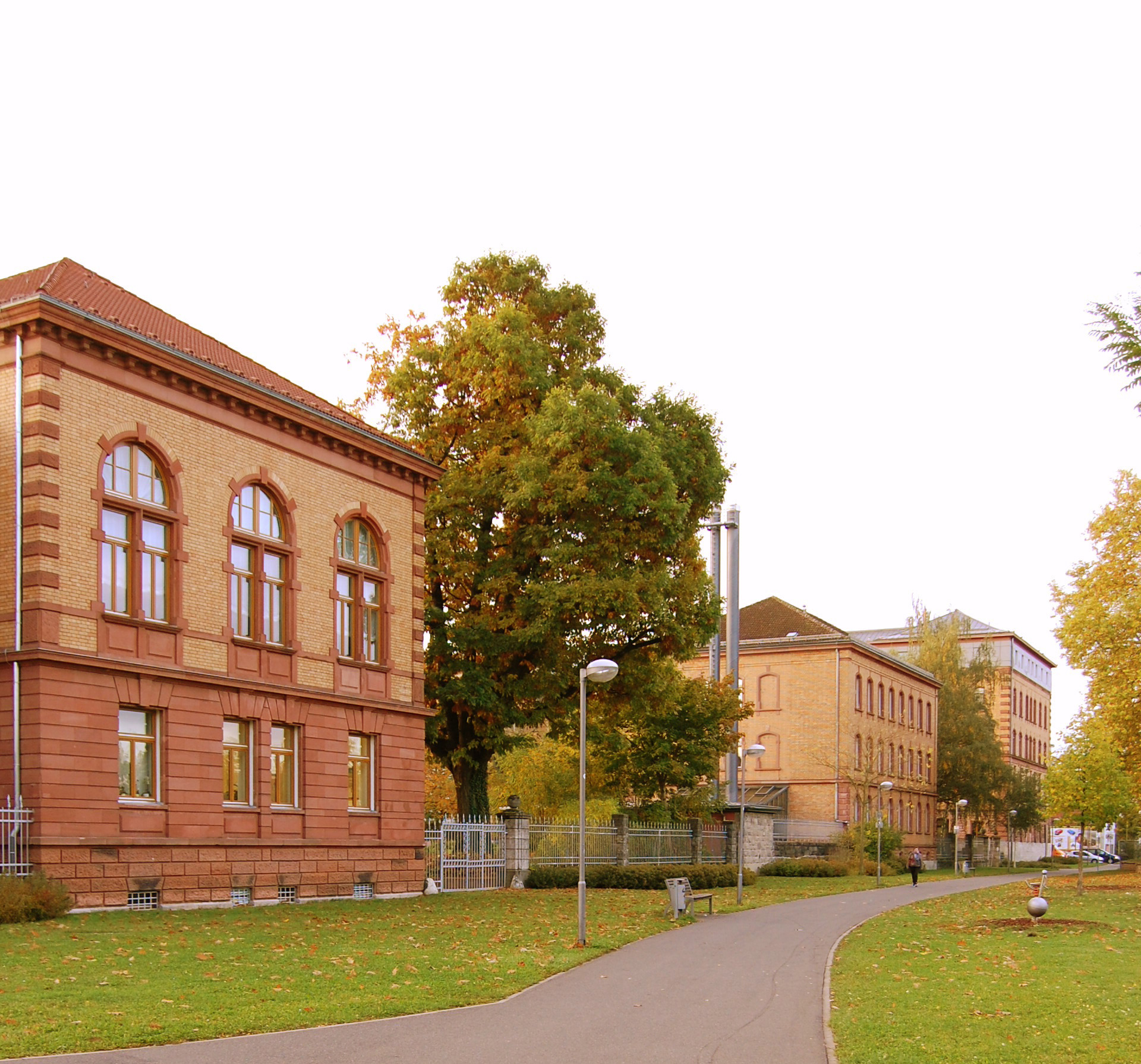
Hochschule Aschaffenburg

W latach 1990–1992 zostały zamknięte w mieście bazy wojsk amerykańskich: Taylor Barracks (dawny Urząd Zaopatrzenia Dworu, Goldbacher Straße), Aschaffenburg Army Airfield (dawne lotnisko wojskowe, Mainwiesenweg), Fiori Barracks (dawne koszary, Christian-Schad-Straße), Graves Barracks (dawne koszary Bois Brule, Bayreuther Straße), koszary Jaeger (dawne koszary Jäger, dziś Hochschule Aschaffenburg), koszary Ready (dawne koszary artyleryjskie, Josef-Dinges-Strasße), koszary Smith (dawne koszary Lagarde, Am Funkhaus). W 2007 roku wojskowe obszary ćwiczeniowe w dzielnicy Schweinheim i Gailbach zostały zwrócone ich dawnym właścicielom.
Szkołę wyższą Fachhochschule Würzburg-Schweinfurt otwarto w 1995 roku, a za jej siedzibę obrano dawne koszary Jäger. Z niej wyodrębniła się z czasem Hochschule Aschaffenburg.

### Rozszerzanie się granic miasta

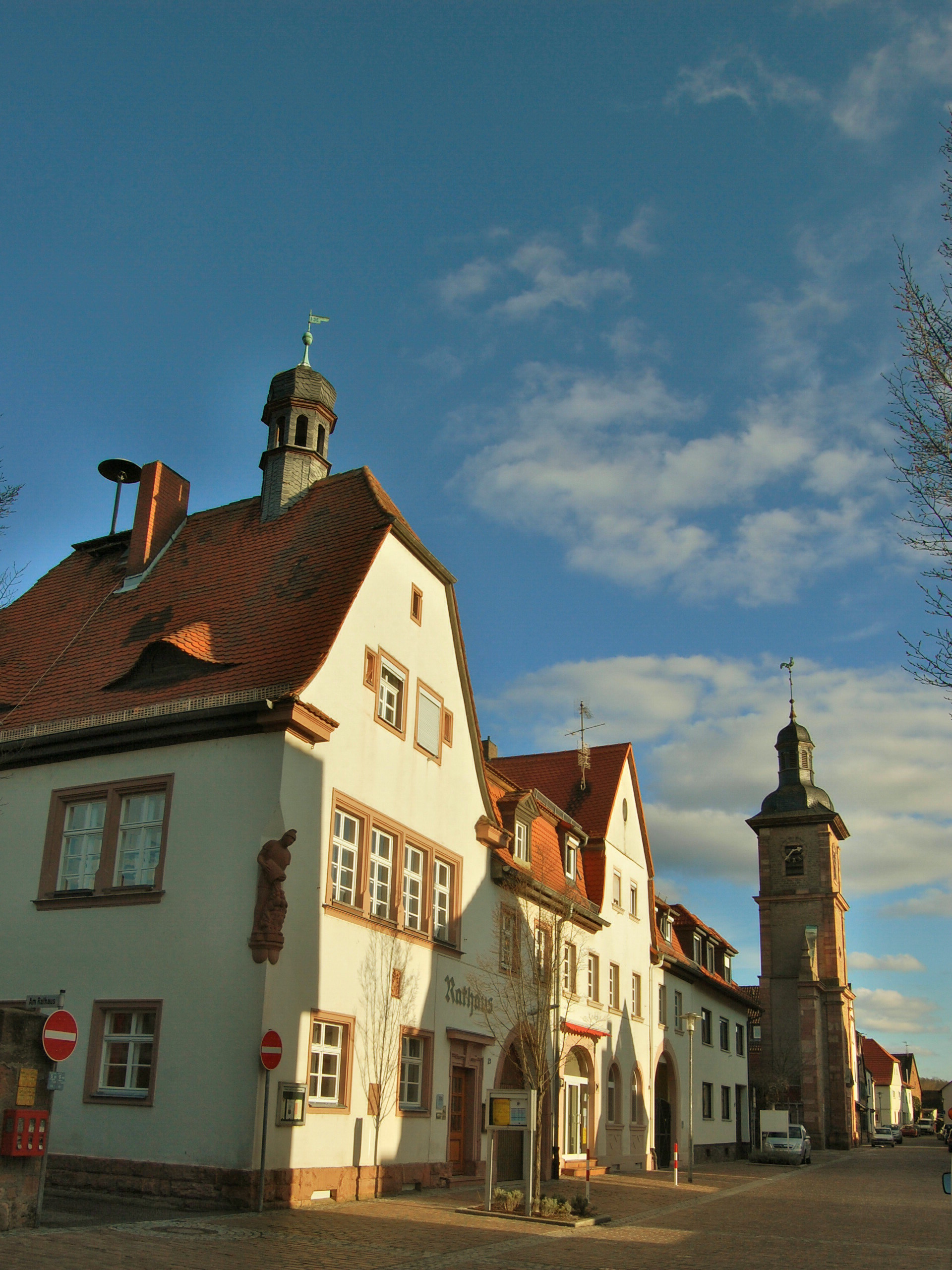
Obernau – widok ratusza

Do miasta Aschaffenburg zostały przyłączone następujące miejscowości:
- 1 marca 1901 – Leide
- 1 czerwca 1901 – Damm
- 1 kwietnia 1939 – Schweinheim
- 1 kwietnia 1975 – Gailbach
- 1 maja 1978 – Obernau

### Zmiany zaludnienia na przestrzeni wieków
Od średniowiecza do czasów nowożytnych liczba mieszkańców Aschaffenburga rosła powoli, aby następnie w wyniku klęsk głodu, wojen lub epidemii znowu się zmniejszyć. Tak właśnie działo się, między innymi, po wojnie trzydziestoletniej (1618-1648) oraz po wybuchu epidemii dżumy w 1635 roku.

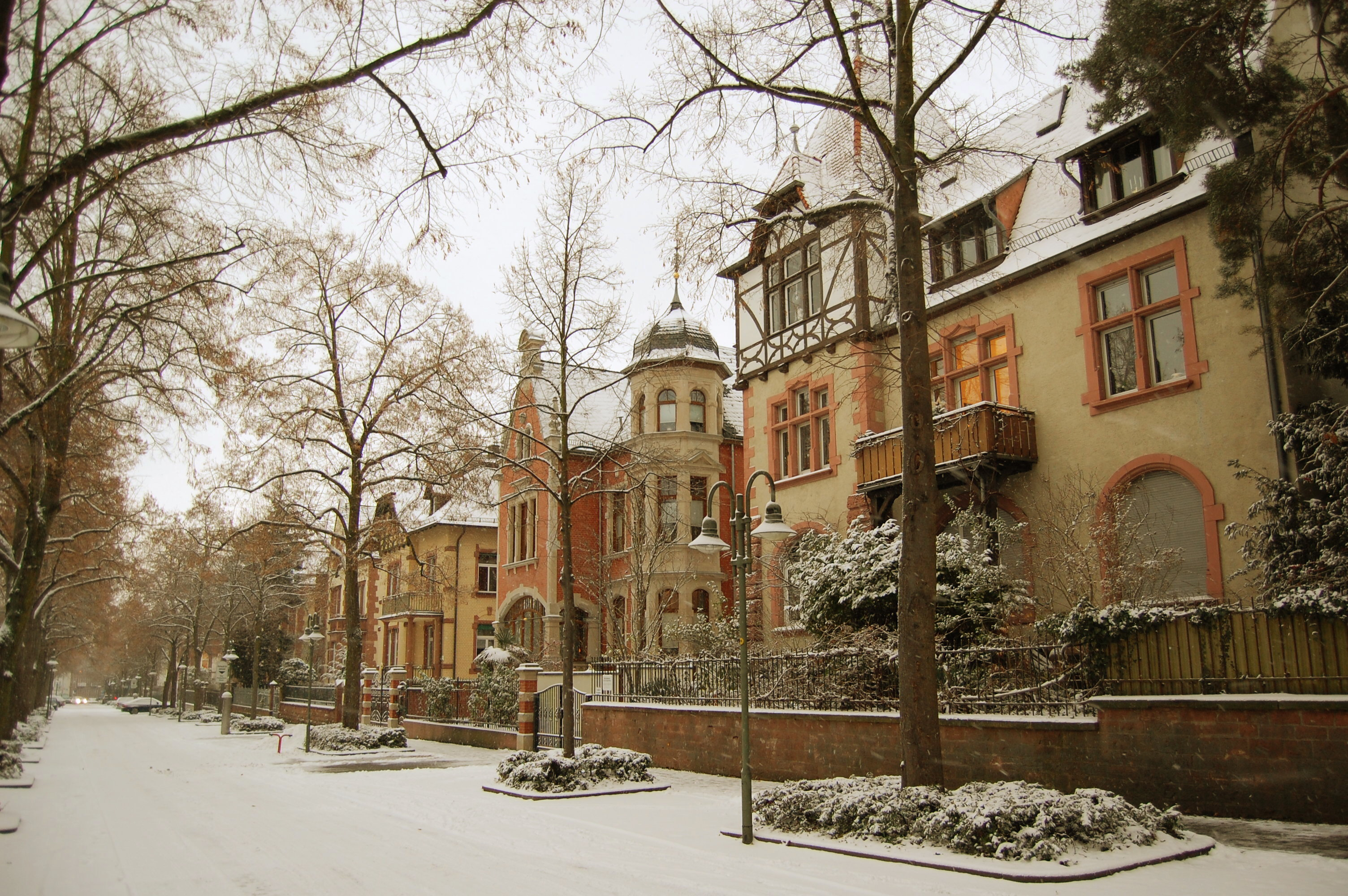
Dzielnica z zabudową secesyjną

Wedle szacunków mogunckiej General Custine z roku 1792 miasto zamieszkiwało ponad 3000 ludzi. W okresie francuskiej okupacji lewego brzegu Renu duża część dworu elektora Moguncji przeniosła się do Aschaffenburga. Liczba mieszkańców podniosła się wtedy do około 6600 (1812 rok). Zaludnienie miasta wzrosło także w okresie uprzemysłowienia. W 1900 roku mieszkało tu 18 000 ludzi.
Widoczne zmiany w zaludnieniu miasta widoczne są w okresie drugiej wojny światowej. W wyniku dwudziestu alianckich nalotów bombowych na miasto pomiędzy wrześniem 1940 i marcem 1945 ogromna część Aschaffenburga legła w gruzach. Podczas najcięższego bombardowania z 21 listopada 1944 śmierć poniosły 344 osoby. W wyniku ewakuacji, wypędzenia lub ataków bombowych miasto straciło jedną trzecią swych mieszkańców – 14 518 ludzi. Poziom zaludnienia spadł w wyniku tego z 45 379 (rok 1939) do 30 861 (grudzień 1945 roku). W 1950 roku liczba ludności Aschaffenburga osiągnęła stan przedwojenny. Pod koniec grudnia 2006 miasto zamieszkiwało, według oficjalnych danych, 69 863 ludzi, co stanowiło także najwyższy wskaźnik zaludnienia w jego historii. Wedle spisu powszechnego „Zensus 2011” z dnia 31.12.2011 mieszkało tu 67 470 ludzi.

## Symbole miasta

### Herb

Flaga z herbem miasta

Na srebrnym tle czerwony zamek w wieżami bocznymi zwieńczonymi niebieskimi dachami. W bramie o kształcie liścia koniczyny zasiada biskup (lub św. Marcin), który swoją prawą ręką błogosławi, natomiast w lewej ręce trzyma złoty pastorał. Jest on ubrany w srebrne pallium i niebieską mitrę.

### Znaczenie
Błogosławiący św. Marcin, patron arcybiskupstwa mogunckiego, jak i pallium, które stanowi nierozłączny element stroju biskupiego, symbolizują wielowiekową przynależność miasta do Arcybiskupstwa Moguncji.

### Historia herbu
Pierwsze przedstawienie herbu miejskiego, jako pieczęci z wosku, pochodzi z roku 1236. Przestał on być używany po wojnach chłopskich (1526 rok), kiedy to miasto zostało odebrane arcybiskupowi mogunckiemu Albrechtowi von Mainz. Dopiero król Ludwik I Bawarski zadecydował o ponownym nadaniu miastu jego starego herbu (1.04.1836 roku), na podstawie którego w późniejszych czasach dobrano kolory flagi miejskiej – zieleń, czerwień i biel.

## Gospodarka
W mieście rozwinął się przemysł odzieżowy, maszynowy, metalowy oraz papierniczy.

## Kultura

### Zabytki

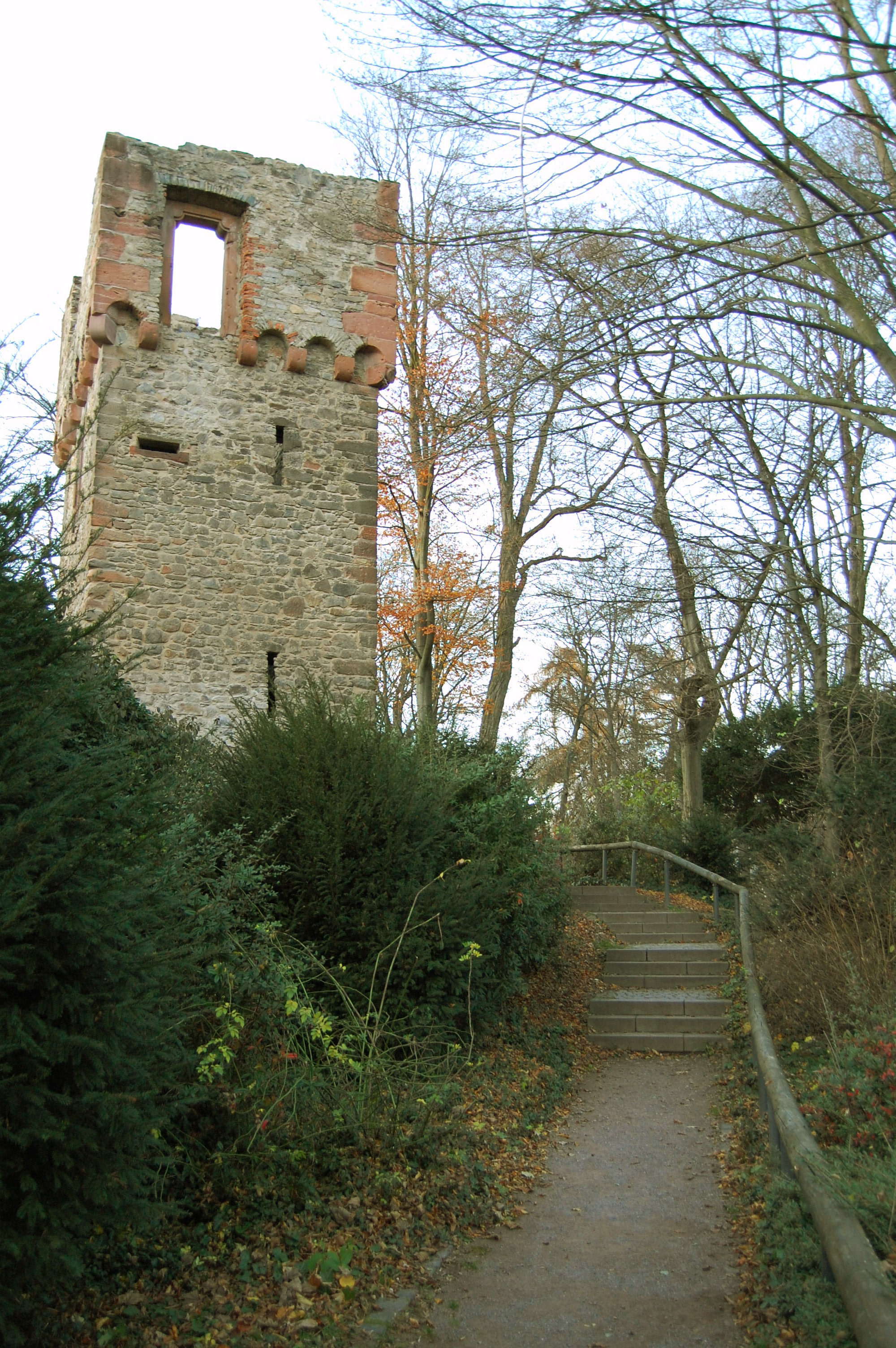
Pozostałość wieży obronnej (mur miejski)

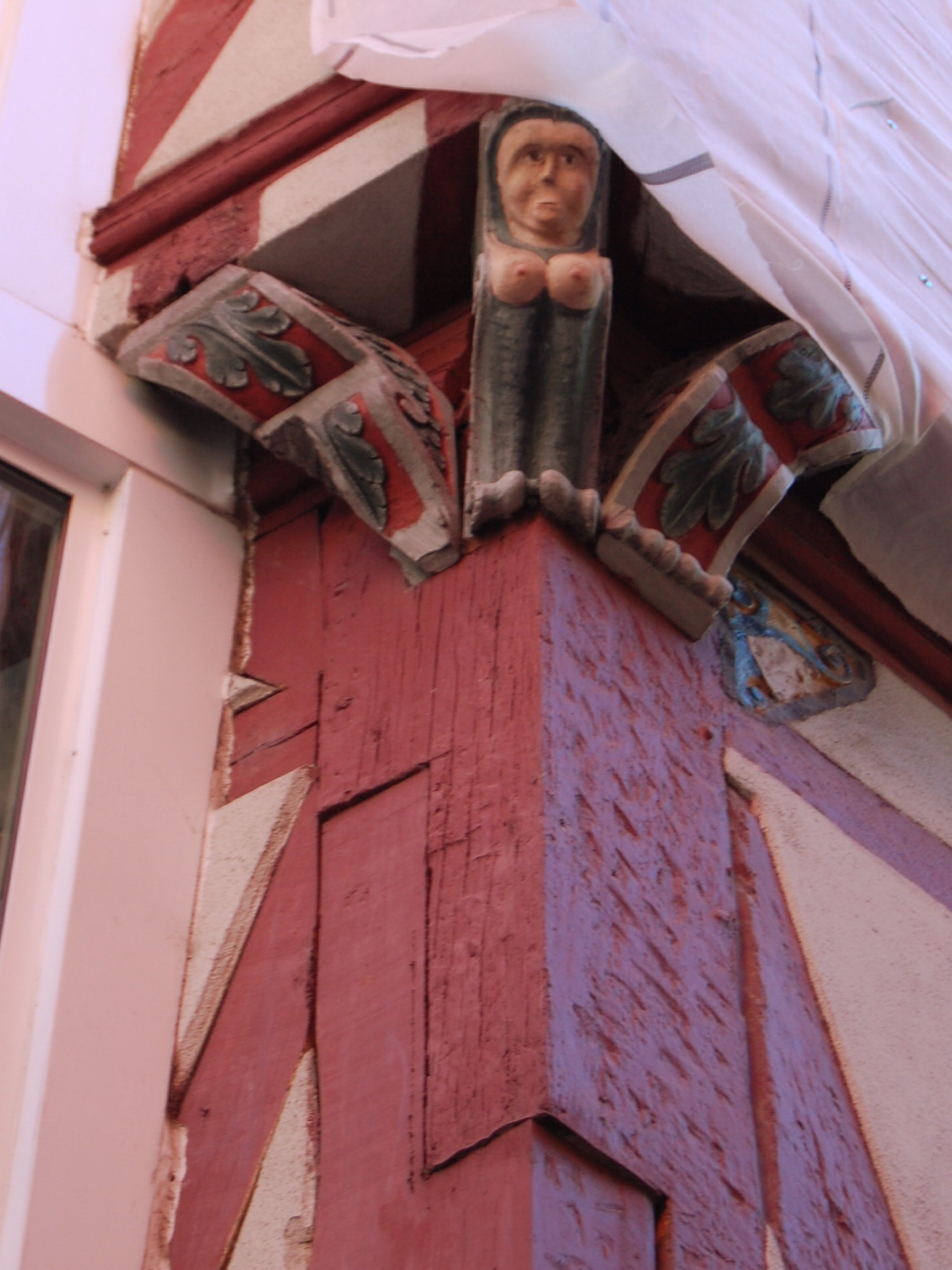
Jedna z ozdób na ścianie zabytkowego budynku

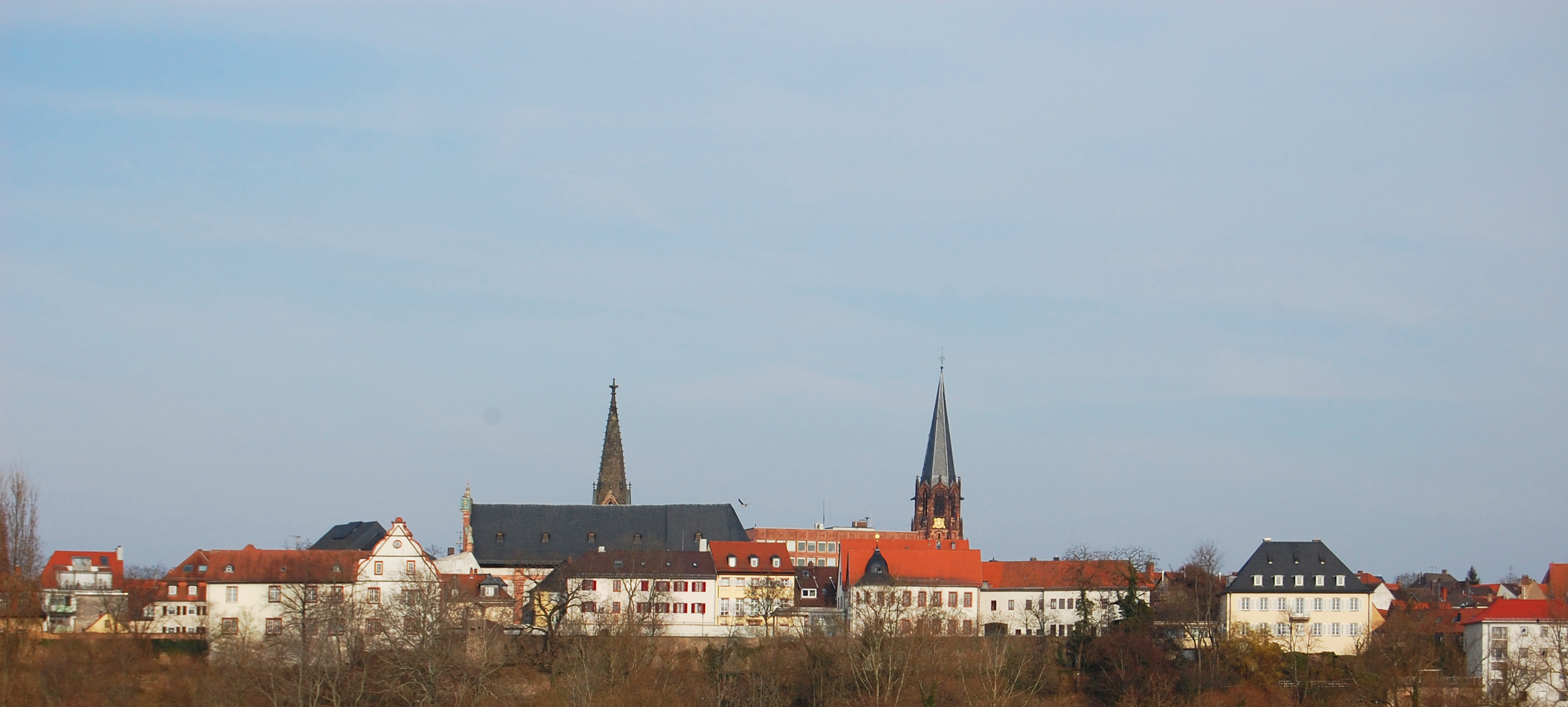
Starówka Aschaffenburga widziana z brzegu Menu

Zabytkowa zabudowa miasta zachowała się na przedmieściach oraz w kilku miejscach aschaffenburskiej starówki. Większość oryginalnej zabudowy dawnego centrum znajduje się pomiędzy zamkiem i Stiftsmuseum der Stadt Aschaffenburg (pol. Muzeum Kościelne). Zaliczają się do niej głównie dawne mieszczańskie domy o konstrukcji szachulcowej. Napotkać można tutaj także liczne obiekty o cechach budowli doby baroku, gotyku, historyzmu, klasycyzmu i renesansu. Znajdują się przy Dalbergstraße, Metzgerstraße, Pfaffengasse, Sackgasse, Schlossgasse, Stiftsgasse oraz Webergasse. Warte uwagi są także pozostałości umocnień miejskich – wieże: Herstalltor, Schenkentor oraz fragmenty murów miejskich przy Brennofengasse, Suicardurstraße Schlossberg, Schlossgarten oraz Parku Schöntal.
Wiele przedwojennych obiektów w nienaruszonym stanie znajduje się na przedmieściach miasta, np. Gentilburg i secesyjne wille na Friedrichstraße, Weißenburgerstraße oraz Gruenerwaldstraße.
Wśród odbudowanych obiektów zniszczonych w czasie II wojny światowej należy wymienić: dwór Schönborn (niem. Schönborner Hof), klasztor Kapucynów (niem. Kapuzinerkloster), kościół Jezuitów (niem. Jesuitenkirche), kościół Matki Boskiej (niem. Muttergottespfarrkirche), tzw. „Lwia Apteka” (niem. Löwenapotheke), Pompejanum, Stiftskirche, teatr miejski oraz zamek.

### Kościoły i klasztory
Katolickie

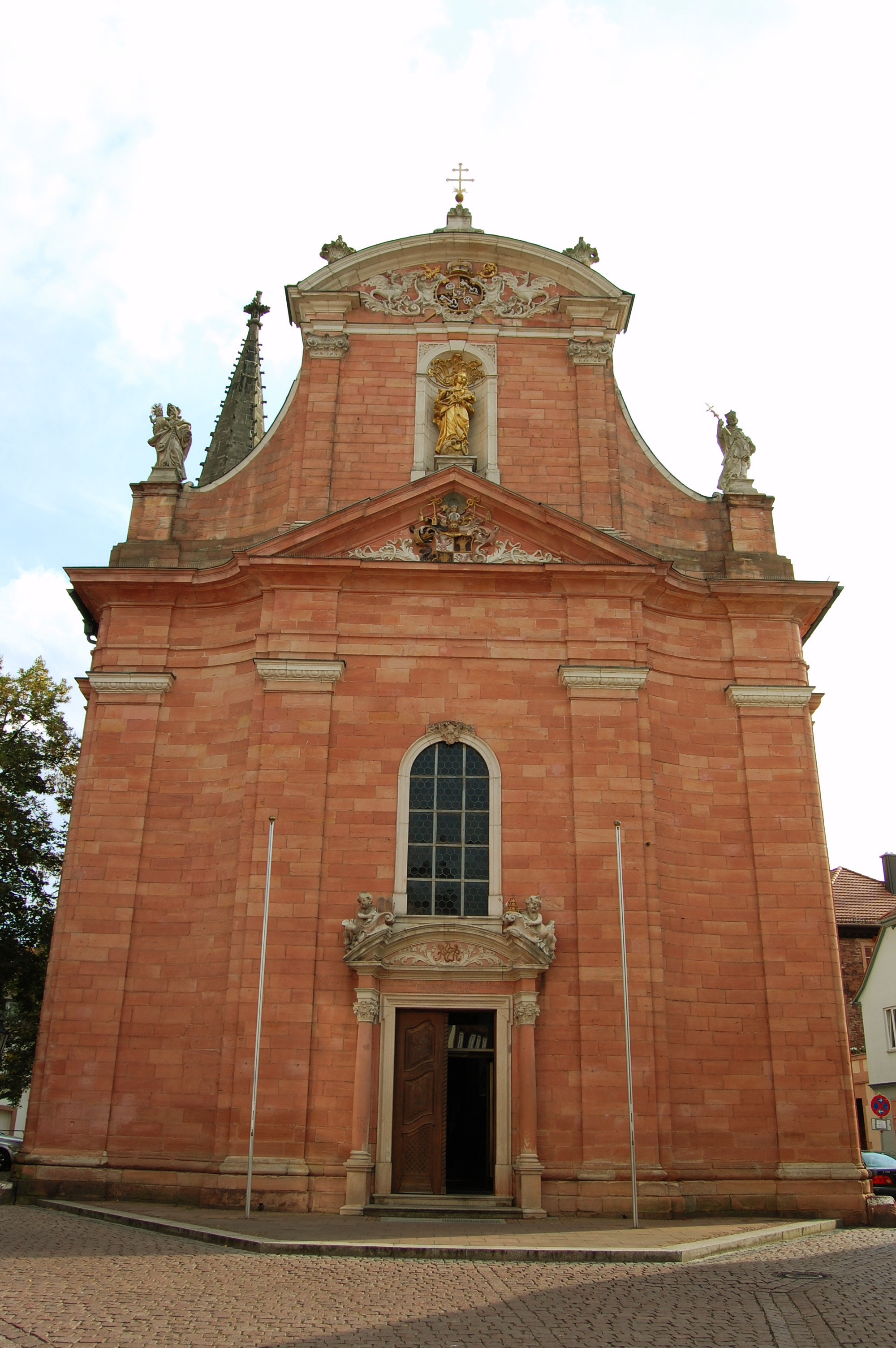
Kościół Najświętszej Maryi Panny

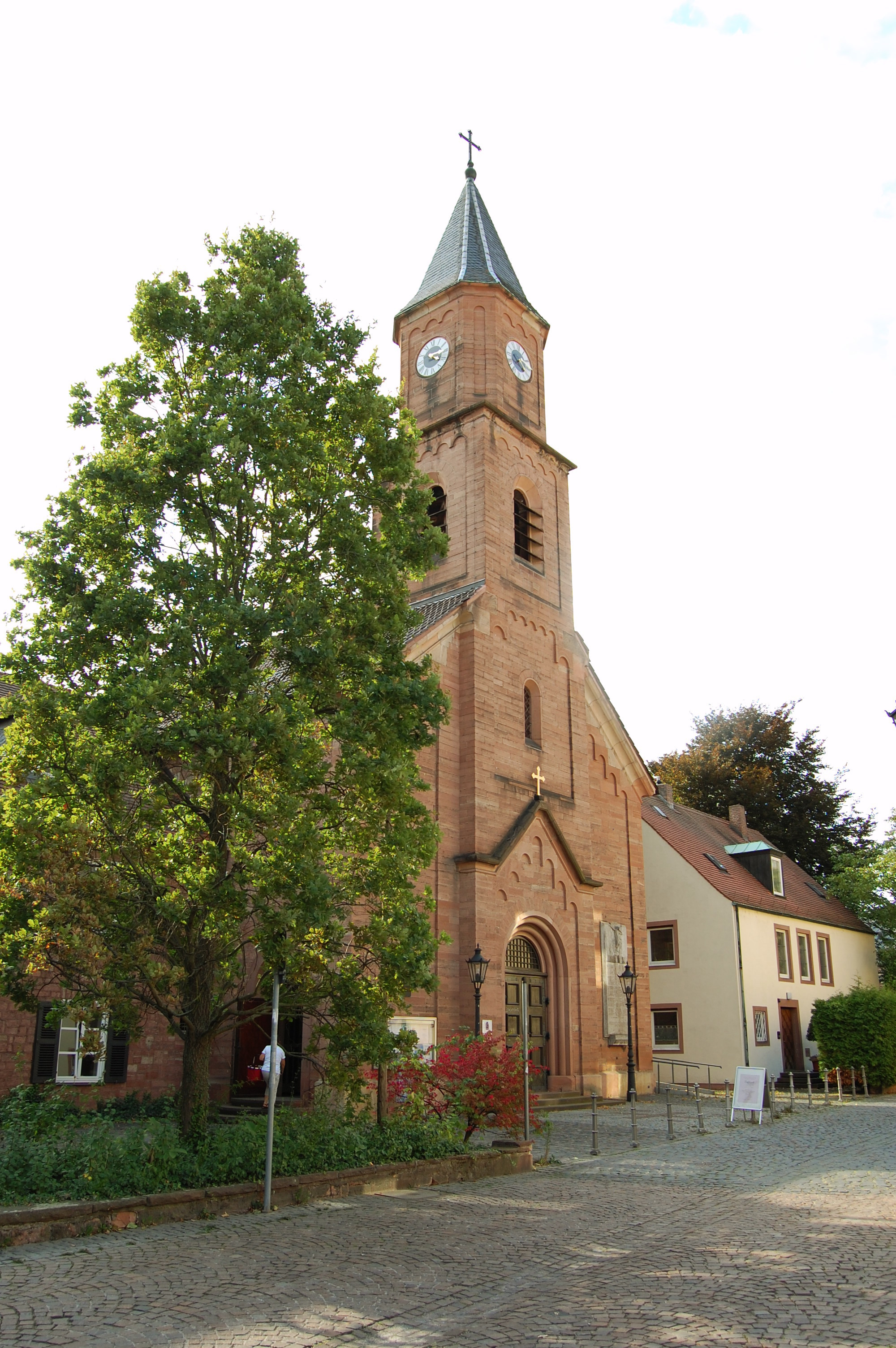
Ewangelicki kościół Chrystusa

- Bazylika św. Piotra i Aleksandra w Aschaffenburgu
- Kaplica pod wezwaniem Dobrego Pasterza
- Kaplica „Maria, Matka Kościoła” w Maria-Ward-Schule
- Kaplica Zamkowa św. Jana Chrzciciela
- Kościół św. Krzyża
- Kościół Serca Jezusowego
- Kościół św. Elżbiety
- Kościół św. Katarzyny
- Przytułek św. Katarzyny
- Kościół Narodzenia Najświętszej Maryi Panny
- Kościół Piaskowy
- Kościół Szpitalny św. Katarzyny
- Kościół Jezuicki
- Kościół św. Agaty
- Kościół św. Gertrudy
- Kościół św. Józefa
- Kościół św. Kiliana
- Kościół św. Konrada
- Kościół św. Laurentiusa
- Kościół św. Michała
- Kościół św. Mateusza
- Kościół św. Piusa
- Kościół św. Piotra i Pawła
- Kościół Najświętszej Maryi Panny

Ewangelickie
- Kościół Chrystusa
- Kościół św. Pawła
- Kościół św. Łukasza
- Kościół św. Jakuba
- Kościół św. Mateusza
- Kościół Lutra

### Teatr i sceny

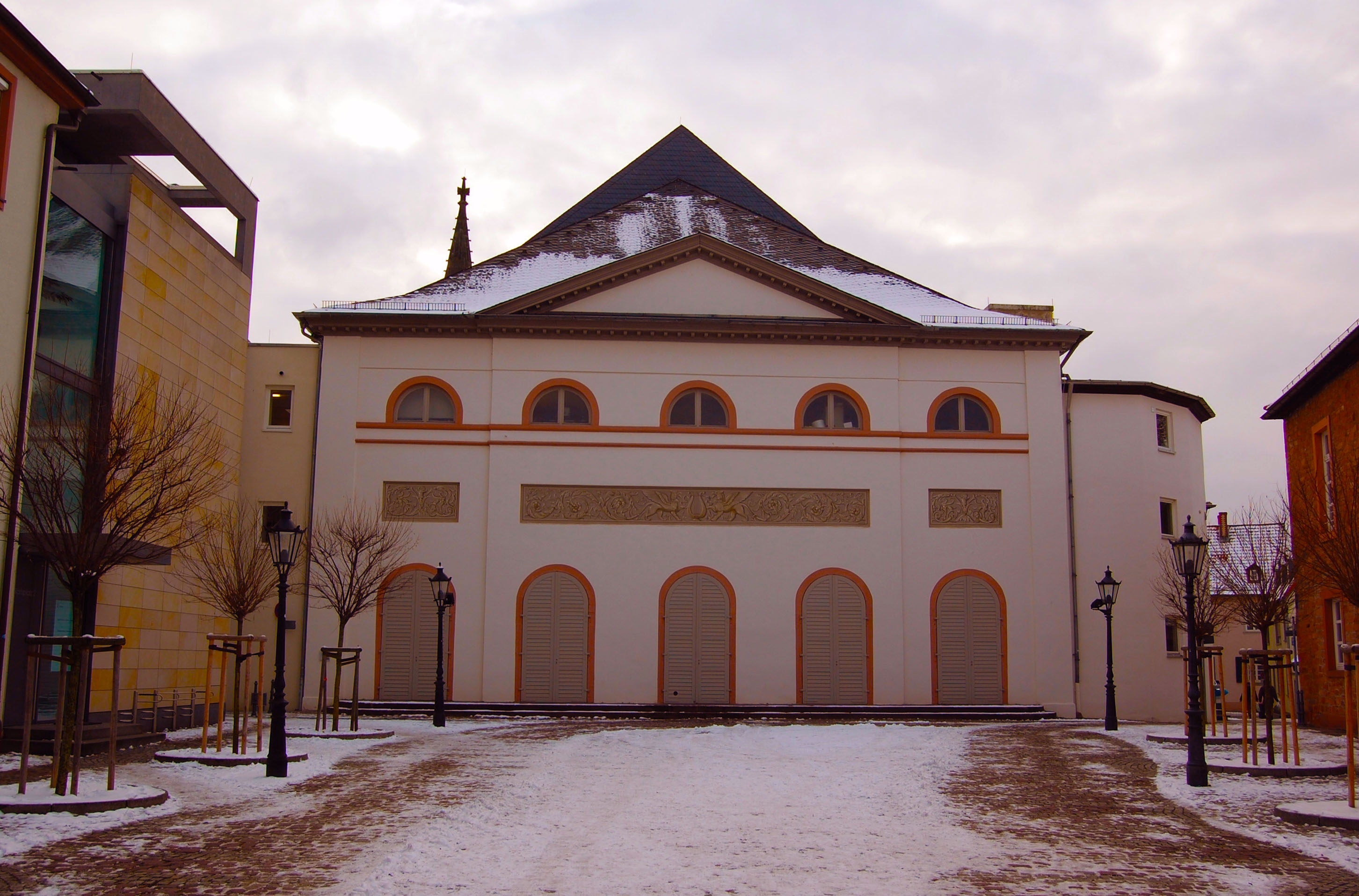
Teatr Miejski

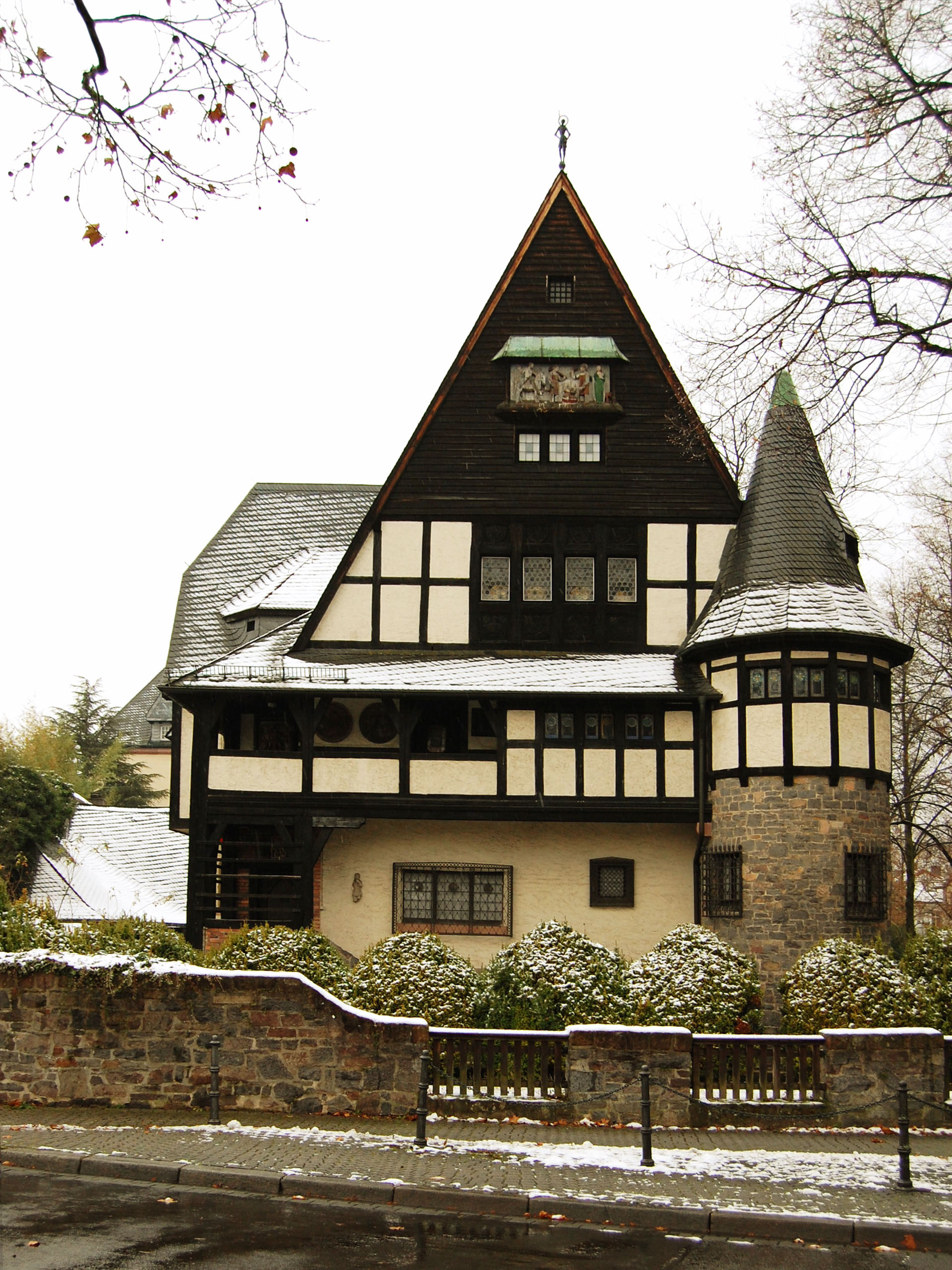
Muzeum Dom Gentila

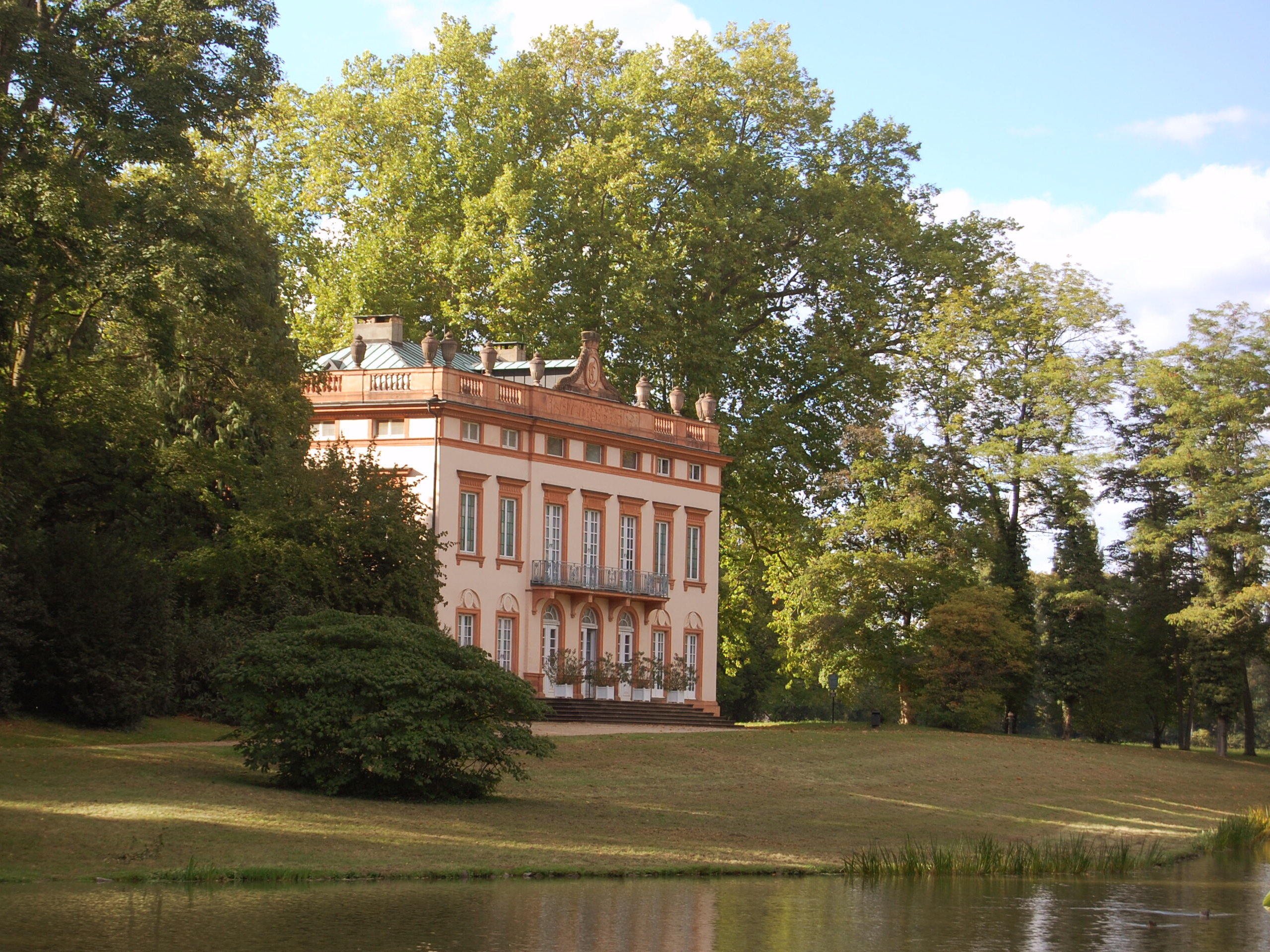
Tzw. zameczek w Parku Schönbusch

- Stadttheater Aschaffenburg(inne języki), którego budowę w 1811 roku zlecił arcybiskup-elektor Karl Theodor von Dalberg
- Hala Miejska
- Arena Dumy Frankijskiej
- Kabaret w Hofgarten
- AbaKuZ e.V.
- Casino
- Colos-Saal
- mot modernes theater aschaffenburg e. V.
- Zimmertheater, Spielstätte der Jungen Bühne Aschaffenburg e. V.
- Ludwigstheater
- ab:art-theater
- Erthaltheater
- Story Stage Märchentheater Aschaffenburg

### Muzea
- Staatsgalerie Aschaffenburg (Galeria Państwowa Aschaffenburg)
- Schlossmuseum Aschaffenburg (Muzeum Zamkowe Aschaffenburg)
- Stiftsmuseum der Stadt Aschaffenburg
- Naturwissenschaftliches Museum Aschaffenburg (Muzeum Przyrodnicze)
- Museum jüdischer Geschichte und Kultur
- Gentil-Haus
- Miejska Galeria „Hala Sztuki Kościoła Jezuickiego”
- Nowe Towarzystwo Sztuki Aschaffenburg (KunstLANDing)
- Dom Artysty Waltera Helma

### Obiekty budowlane
- Schloss Johannisburg
- Bazylika św. Piotra i Aleksandra w Aschaffenburgu
- stary cmentarz miejski
- stare miasto ze wzgórzem kościelnym

### Parki
- Park Schönbusch
- Kleine Schönbuschallee(inne języki) (Mała Aleja Schönbuska)
- Aschaffenburger Schlossgarten (Ogród Zamkowy)
- Park Schöntal
- Bażantarnia

## Sport
W mieście rozgrywany jest kobiecy turniej tenisowy, pod nazwą Schönbusch Open powered by Brandt & Partner, zaliczany do rozgrywek rangi ITF, z pulą nagród 25 000 $.
Istnieje tutaj także klub piłki nożnej, Viktoria Aschaffenburg, założony w 1901 roku.

## Miasta partnerskie
- Czechy: Kraslice
- Węgry: Miszkolc
- Szkocja: Perth
- Francja: Saint-Germain-en-Laye
- Kolumbia: Villavicencio